# Lüder Gerken
Lüder Gerken (* 30. Juli 1958 in Bremen) ist ein deutscher Ökonom.

## Werdegang
Nach dem Abitur in Bremen absolvierte Gerken eine Ausbildung zum Bankkaufmann. Von 1981 bis 1991 studierte er Wirtschaftswissenschaft und Rechtswissenschaft, schloss 1985 mit dem Diplom in Volkswirtschaftslehre ab und wurde im November 1988 an der Universität Freiburg mit einer von Karl Brandt begutachteten Studie zur Ungleichgewichtstheorie im Mehr-Sektoren-Modell promoviert. 1991 legte Gerken die Erste juristische Staatsprüfung ab und leitete anschließend von 1991 bis 2001 das Walter-Eucken-Institut in Freiburg im Breisgau. Er habilitierte sich 1998 an der Universität Bayreuth und erhielt die Lehrbefähigung für Volkswirtschaftslehre. Er ist Honorarprofessor an der Jacobs University in Bremen. Von 2001 bis 2004 war Gerken Vorstand der Denkfabrik und Lobbyorganisation Stiftung Marktwirtschaft in Berlin. Seit 1999 ist er Vorsitzender des Vorstandes der Stiftung Ordnungspolitik und Vorstand der Friedrich-August-von-Hayek-Stiftung, seit 2006 Direktor des Centrums für Europäische Politik. Er war zwischenzeitlich Kurator der Lobbyorganisation Initiative Neue Soziale Marktwirtschaft, in deren Auftrag er 2013 auch eine Studie zur Euro-Reform schrieb.
Zu seinen Arbeitsschwerpunkten zählen nationale und internationale Ordnungspolitik, europäische Integration und Standortwettbewerb.

## Publikationen
- Ungleichgewichtstheorie im Mehr-Sektoren-Modell. Duncker & Humblot, Berlin 1989, ISBN 3-428-06717-7 (Zugl.: Freiburg (Breisgau), Univ., Diss., 1988).

- Von Freiheit und Freihandel: Grundzüge einer ordoliberalen Außenwirtschaftstheorie. Mohr Siebeck, Tübingen 1999.
- Der Wettbewerb der Staaten. Mohr Siebeck, Tübingen 1999.
- Gemeinsam mit Gerhard Schick: Grüne Ordnungsökonomik: Eine Option moderner Wirtschaftspolitik? Metropolis, Marburg 2000 (Mit Beiträgen von Reinhard Bütikofer; Juergen Donges; Bruno Frey; Ralf Fücks; Lüder Gerken; Lüder Gerken und Gerhard Schick; Herbert Giersch; Rolf Hasse; Guy Kirsch; Rudi Kurz; Joachim Starbatty; Roland Vaubel; Carl Christian von Weizsäcker; u. a.).
- Gemeinsam mit Jörg Märkt und Gerhard Schick: Internationaler Steuerwettbewerb. Mohr Siebeck, Tübingen 2000.
- Walter Eucken und sein Werk. Rückblick auf den Vordenker der sozialen Marktwirtschaft. Mohr Siebeck, Tübingen 2000.
- Gemeinsam mit Otto Graf Lambsdorff: Ordnungspolitik in der Weltwirtschaft. Nomos-Verlagsgesellschaft, Baden-Baden 2001 (Mit Beiträgen von Charles Blankart, Rainer Brüderle, Klaus Bünger, Jorgo Chatzimarkakis, Berend Diekmann, Paul Friedhoff, Wolfgang Gerhardt, Lüder Gerken, Otto Graf Lambsdorff, Rolf Hasse, Wolfgang Kerber, Henning Klodt, Ekkehard Kurth, Andreas Pinkwart, Wolf Schäfer, Richard Senti, Hermann-Otto Solms, Thomas Straubhaar, Hans Tietmeyer, Carl-Ludwig Thiele, Roland Vaubel, Guido Westerwelle).
- Gemeinsam mit Jörg Märkt, Gerhard Schick und Andreas Renner: Eine freiheitliche supranationale Föderation – Zur Aufgabenverteilung in Europa. Nomos Verlagsgesellschaft, Baden-Baden 2002.
- The Constitution of Liberty in the Open Economy. Routledge, London 2004.